# Brachyrhaphis rhabdophora
Brachyrhaphis rhabdophora är en fiskart som först beskrevs av Regan, 1908.  Brachyrhaphis rhabdophora ingår i släktet Brachyrhaphis och familjen Poeciliidae. Inga underarter finns listade.